# François Villon
François Villon, pseudônimo de François de Montcorbier ou François des Loges (Paris, 1431 — desaparecido em 1463) foi um dos maiores poetas franceses da Idade Média. Ladrão, boêmio e ébrio, é considerado precursor dos poetas malditos do romantismo.

## Biografia
As únicas fontes de informação sobre Villon que chegaram até nossos dias são, além de seus próprios escritos, seis documentos administrativos referentes a seus processos (descobertos por Marcel Schwob no fim do século XIX). Deste modo, é preciso separar cuidadosamente os fatos verídicos de sua vida das lendas criadas a seu respeito, muitas vezes favorecidas pelas interpretações que ele mesmo fazia como ator de suas peças.
Nascido no período de ocupação inglesa da França e órfão de pai, é enviado, por razões desconhecidas, para ser criado por Guillaume de Villon, de Saint-Benoît-le-Bétourné, que se tornará mais que um pai para ele e o mandará estudar na Faculdade de Artes de Paris para que ele se tornasse um clérigo. Em 1452, torna-se mestre em artes, em uma época bastante conturbada onde um grande número de diplomados vivia na miséria. Logo começa a ter problemas com a polícia, no fundo causados pela decisão do rei Carlos VII, que resolve suspender os cursos da faculdade entre 1453 e 1454. Villon se desencanta pelos estudos e passa a preferir a aventura. Sobre esse período, ele relata, mais tarde, em seu Testamento: 
Mais quoy ! je fuyoië l'escolle

Comme fait le mauvaiz enffant

En escripvant cette parolle

A peu que le cueur ne me fent !
Em 1455, envolve-se numa briga e fere mortalmente o padre Philippe Sermoise. Acredita-se que por uma rivalidade amorosa. Ferido nos lábios, Villon é obrigado a fugir de Paris. Graças ao seu status de pertencer ao clero, a sua ficha limpa anterior e ao perdão que obtém de Sermoise em seu leito de morte, consegue autorização para retornar em 1456. Neste mesmo ano, na noite de Natal, participa de um roubo no colégio de Navarre com alguns conhecidos, furtando um cofre repleto de moedas de ouro.
Antes de fugir, Villon compõe Le Lais, como um presente de adeus a seus amigos, anunciando sua intenção de seguir para Angers, deixando claro que sua fuga teria sido causada por um desespero amoroso. Um de seus amigos, Guy Tabarie, é preso e confessa a participação de Villon no caso do roubo, confirmando ainda a intenção deste em fazer um novo furto. Não há informações a seguir sobre seu paradeiro, mas certamente prosseguiu sua marcha pelo vale do Loire.

### Na corte de Carlos de Orleães

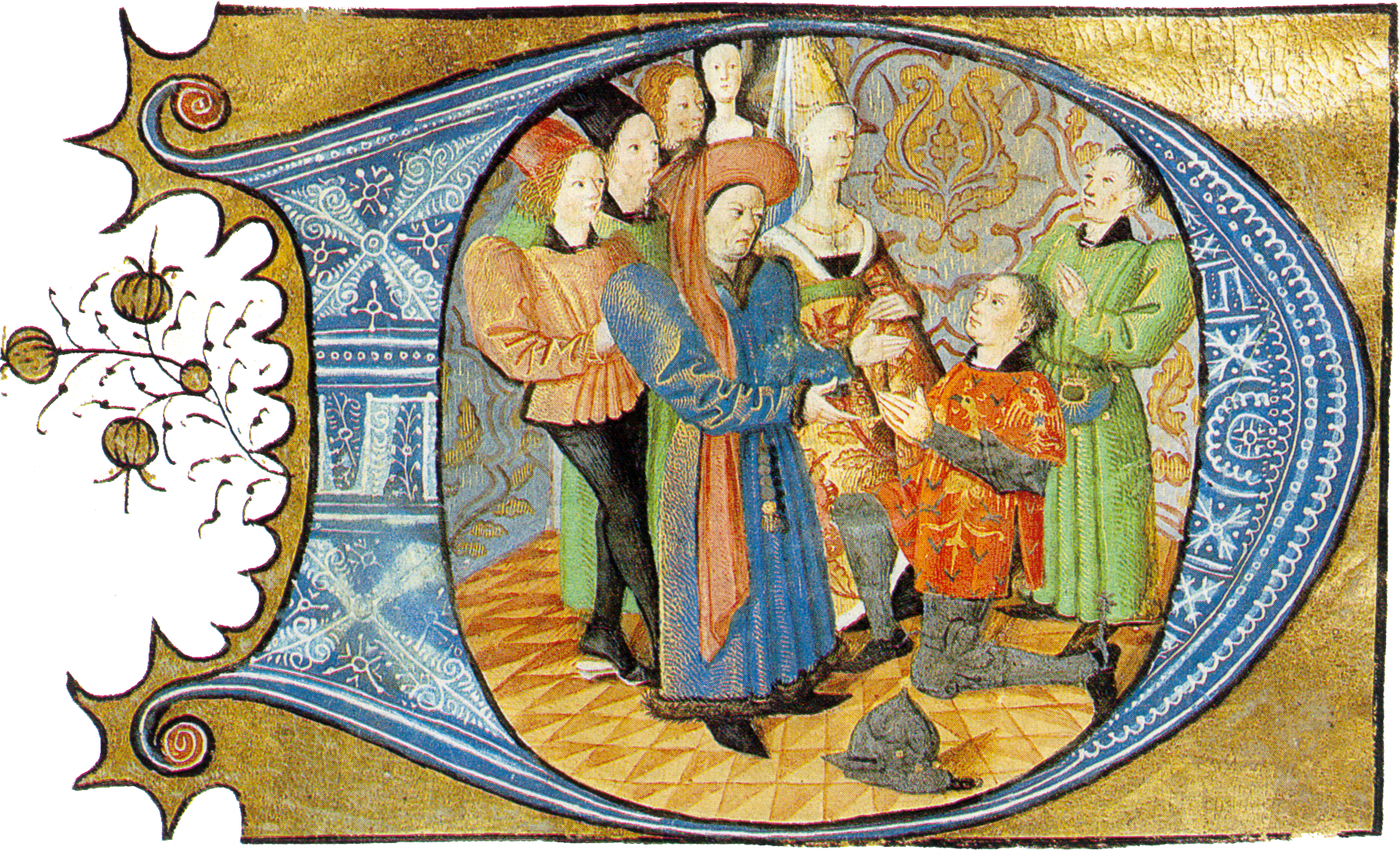
Carlos, Duque d'Orleães, cercado por sua corte, recebe um vassalo

É visto novamente em Blois, estando aí provavelmente desde dezembro de 1457, na corte de Carlos, Duque d'Orleães, príncipe-poeta e mais tarde pai de Luís XII de França. No manuscrito onde Carlos registra seus poemas e de sua corte, encontram-se três poemas assinados por Villon (provavelmente escritos ali por ele próprio). O mais longo deles celebra o nascimento Marie d'Orléans em 19 de dezembro de 1457, filhas de Carlos e Marie de Clèves. Esta manuscrito ainda contém a Ballade des contradictions e a Ballade franco-latine, uma sátira de Fredet, o favorito de Carlos. Isso faz com que ele seja acusado de mentiroso e expulso da corte de Blois.
Em outubro/novembro de 1458, Villon tenta em vão retomar o contato com seu antigo mecenas, aproveitando de sua vinda a Vendôme para assistir à condenação por traição de seu genro Jean II d'Alençon. Ele faz com que sejam entregues, a Carlos, a Ballade des proverbes e a Ballade des Menus Propos, mas não é recebido de volta à corte.

### O surgimento da lenda
Encontra-se, a seguir, preso por razões obscuras durante o verão de 1461 na prisão de Meung-sur-Loire, onde provavelmente compôs o Épître à ses amis e o Débat du cuer et du corps de Villon. É libertado alguns meses mais tarde durante uma visita de Luís XII em companhia de Carlos de Orleães à cidade e, neste meio tempo, perde sua ligação com o clero. Compõe, então, a Ballade contre les ennemis de la France com o interesse de chamar a atenção do rei sobre este fato, assim como Requeste au prince, a Carlos d'Orléans. Como os dois rejeitam seu pedido, decide voltar para Paris.
Pode ter composto a Ballade du bon conseil neste retorno a Paris, mostrando-se como um delinquente regenerado, e depois a Ballade de Fortune, que exprime sua decepção com o universo parisiense dos letrados, que o rejeita.
Aparentemente, é nesse período de andanças por Paris que ele teria escrito sua obra-prima Le testament (com algumas baladas possivelmente anteriores).

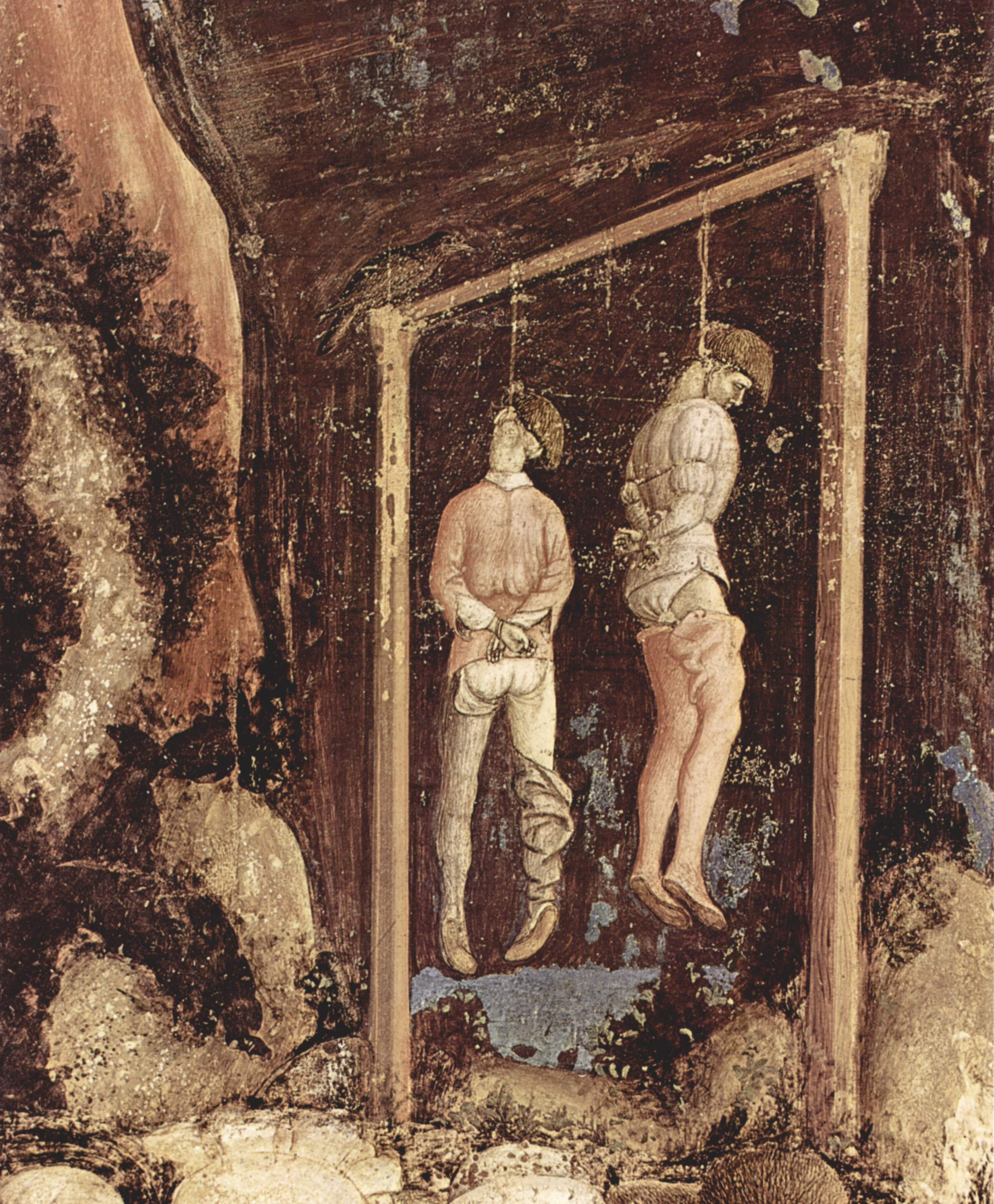
Afresco da Igreja de Santa Anastácia em Verona

É preso novamente em 2 de novembro de 1462 por um roubo insignificante e processado pelo caso anterior do roubo no colégio. Obtém a liberdade sob condição de reembolsar a sua parte no roubo, 120 libras, uma quantia considerável para a época. Este período de liberdade tem curta duração. No fim do mesmo mês, Villon se envolve em uma briga na qual um notário da igreja que participara do interrogatório de Guy Tabarie é ferido. Ao que parece, seu amigo Robin Dogis teria provocado os homens do clero, enquanto Villon tentava separar a briga. Villon é preso no dia seguinte. Desta vez, ele não pôde escapar da justiça: perde seu estatuto clerical, sofre, na prisão, a tortura da água e é condenado à forca. 
Enquanto aguarda, em sua cela, a decisão do parlamento de Paris, diante do qual ele apresenta uma apelação da sentença, escreve o Quatrain e a Ballade des pendus (Balada dos enforcados), poemas que não têm um registro preciso, mas que costumam ser ligados a esse momento dominado pelo medo.
Mas Villon tem sorte: em 5 de janeiro de 1463, a pena é reduzida a 10 anos de banimento da cidade graças, mais uma vez, à acção de seu padrasto. Ele escreve, então, a balada jocosa Question au clerc du guichet e o grandiloquente poema Louange à la cour, seu último texto conhecido. Nesse dia, sai da prisão e, a partir de então, não existem mais traços deixados por ele, restando apenas sua lenda.

## Obra
Esta lista costuma ser continuamente colocada em questão, acrescida de alguns poemas que passam a ser considerados de sua autoria e reduzida de outros que deixam de ser. De qualquer modo, esta costuma ser a mais aceita pelos estudiosos da obra de François Villon:
As obras aqui apresentadas seguem a cronologia estipulada por Gert Pinkernell, que parece ser a mais coerente. Algumas não são datadas precisamente e, neste caso, estão colocadas segundo sua última obra datada, mesmo correndo o risco de serem anteriores. Os títulos constam da edição da Livre de Poche Poésies Complètes, editada e comentada por Claude Thiry. 
- Ballade des contre vérités (1455 ?–1456 ?, Paris)
- Le Lais (1457, Paris)
- Épître à Marie d'Orléans (começo de 1458, Blois)
- Double ballade (começo de 1458, Blois)
- Ballade des contradictions (começo de 1458, Blois)
- Ballade franco-latine (começo de 1458, Blois)
- Ballade des proverbes (outubro-novembro de 1458, Vendôme)
- Ballade des menus propos (outubro-novembro de 1458, Vendôme)
- Épître à ses amis (verão de 1461, Meung-sur-Loire)
- Débat du cuer et du corps de Villon (verão de 1461, Meung-sur-Loire)
- Ballade contre les ennemis de la France (final de 1461, Meung-sur-Loire)
- Requeste au prince (final de 1461, Meung-sur-Loire)
- Le Testament (1461). Incluindo: 
  - Ballade des dames du temps jadis
  - Ballade des seigneurs du temps jadis
  - Ballade en vieux langage françois
  - Les regrets de la belle Heaulmiere
  - Ballade de la Belle Heaulmière aux filles de joie
  - Double ballade sur le mesme propos
  - Ballade pour prier Nostre Dame
  - Ballade à s'amie
  - Lay ou rondeau
  - Ballade pour Jean Cotart
  - Ballade pour Robert d'Estouteville
  - Ballade des langues ennuieuses
  - Les Contredits de Franc Gontier
  - Ballade des femmes de Paris
  - Ballade de la Grosse Margot
  - Belle leçon aux enfants perdus
  - Ballade de bonne doctrine
  - Rondeau ou bergeronnette
  - Épitaphe
  - Rondeau
  - Ballade de conclusion
  - Ballade de bon conseil (1462, Paris)
  - Ballade de Fortune (1462, Paris)
  - Ballades en jargon (1462, Paris)
  - Ballade des pendus (final de 1462, Paris)
  - Quatrain (final de 1462, Paris)
  - Louanges à la cour (janeiro de 1463, Paris)
  - Question au clerc du guichet (janeiro de 1463, Paris)